# Borchen
Borchen település Németországban, azon belül Észak-Rajna-Vesztfália tartományban. Lakosainak száma 13 706 fő (2023. december 31.). Borchen Paderborn, Lichtenau, Bad Wünnenberg és Salzkotten községekkel határos.

## Népesség
A település népességének változása:
| Lakosok száma | 8933 | 13 144 | 13 465 | 13 404 | 13 533 | 13 685 | 13 706 |
|               | 1975 | 2014   | 2017   | 2019   | 2021   | 2022   | 2023   |